# Unreasonable Jealousy
Unreasonable Jealousy è un cortometraggio muto del 1910. Il nome del regista non viene riportato nei titoli del film che, prodotto dalla IMP, pare essere il secondo film di Isabel Rea.

## Produzione
Il film fu prodotto dall'Independent Moving Pictures Co. of America (IMP).

## Distribuzione
Il film - un cortometraggio in una bobina - uscì nelle sale il 29 dicembre 1910, distribuito dalla Motion Picture Distributors and Sales Company.